# SOR C 9.5
SOR C 9.5 — пригородный автобус, выпускаемый чешской компанией SOR Libchavy с 1997 года.

## Конструкция
Автобус SOR C 9.5 оборудован двумя выдвижными дверьми. Компоновка автобуса заднемоторная, заднеприводная. Кузов сделан из металла, салон выполнен в пластиковой оправе. Передняя ось автобуса SOR, задняя ось автобуса MERITOR.

## Эксплуатация
Автобус SOR C 9.5 эксплуатировался компаниями Veolia Transport, Probo trans Beroun и OAD Kolín в Чехии.